# Qidong
Pour les articles homonymes, voir Qidong (homonymie).
Qidong (启东 ; pinyin : Qǐdōng) est une ville de l'est de la province du Jiangsu en Chine, au bord de la mer Jaune et du Yangzi (Chang Jiang), sur la rive opposée à celle de Shanghai. C'est une ville-district placée sous la juridiction de la ville-préfecture de Nantong. La langue parlée est le Qihai-Chong (Qi-Qidong, Hai-Haimen, Chong-Chongming) qui est un dialecte wu.

## Démographie
La population du district était de 910 412 habitants en 1999.